# Maria von Brabant (Frankreich)
Maria von Brabant (französisch Marie de Brabant; * 13. Mai 1254 in Löwen, Brabant; † 10. Januar 1321 in Murel bei Meulan) war als zweite Ehefrau von Philipp III. Königin von Frankreich von 1275 bis 1285. Sie war die Tochter Heinrichs III., Herzog von Brabant, und seiner Frau Adelheid von Burgund (um 1233–1273).

## Abstammung, frühes Leben und Heirat

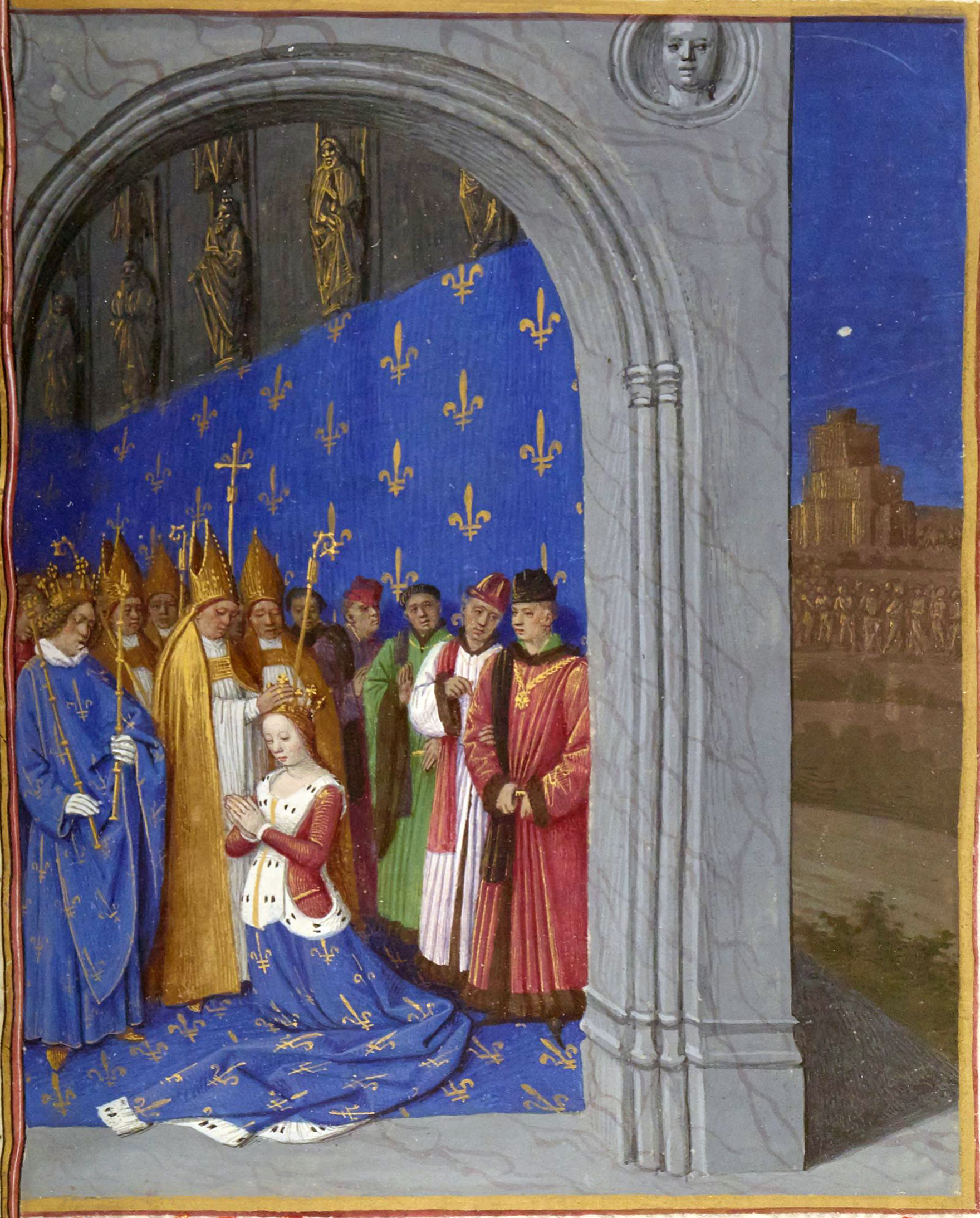
Krönung Marias von Brabant auf einer Miniatur in der Handschrift Grandes Chroniques de France, um 1458

Marias Vater Heinrich III. von Brabant war ein Freund von Thibaut de Champagne, förderte Dichter, trat selbst als Trouvère hervor und hinterließ einige Gedichte. Er starb bereits am 28. Februar 1261, als Maria noch ein kleines Mädchen war. Ihre Mutter verschied im Oktober 1273. Maria erhielt eine standesgemäße, schöngeistig ausgerichtete Erziehung, entwickelte ebenfalls einen Hang für Poesie und las gerne Fabliaux und Ritterromane. Ihr Landsmann, der bekannte Ménestrel Adenet le Roi, begleitete sie später nach Frankreich und sollte ihr stets verbunden bleiben.
Nachdem Marias Bruder Johann I. von Brabant der Bitte einer französischen Gesandtschaft, die Verheiratung seiner Schwester mit König Philipp III. dem Kühnen (1245–1285) zu gestatten, zugestimmt hatte, wurde die gebildete junge Maria, deren Schönheit gerühmt wurde, am 21. August 1274 im Schloss Vincennes mit dem neun Jahre älteren, seit drei Jahren verwitweten französischen Monarchen verheiratet. Am Johannistag (24. Juni) 1275 fand ihre vom Erzbischof von Reims zelebrierte Krönung in Gegenwart zahlreicher französischer Adliger und Prälaten sowie einiger deutscher Fürsten in Paris in der Sainte-Chapelle statt. Die Grandes Chroniques de Saint-Denis berichten detailliert über die anlässlich dieses Ereignisses zu Paris veranstalteten Feste und Belustigungen.

## Nachkommen
Philipp III. von Frankreich hatte von seiner ersten Gattin Isabella von Aragón bereits drei überlebende Söhne. Aus seiner Ehe mit Maria von Brabant gingen folgende Kinder hervor:
- Ludwig oder Louis (* 3. Mai 1276, † 19. Mai 1319), Graf von Évreux
- Margarete oder Marguerite (* um 1282 in Paris, † 14. Februar 1318 in Marlborough Castle, Wiltshire) ⚭ 1299 König Eduard I. von England
- Blanka oder Blanche, (* um 1282 in Paris; † 1. März 1305 in Wien) ⚭ 29. Mai 1300 in Wien Rudolf III. von Habsburg, Herzog von Österreich und Steiermark, späterer König von Böhmen, ältester Sohn des römisch-deutschen Königs Albrecht I.

## Königin von Frankreich
Maria von Brabant blieb noch längere Zeit von den Beratern des Herzogtums Brabant umgeben, zumal Philipp unter dem starken Einfluss seiner Mutter Margarete von der Provence und seines Günstlings, Chirurgen und Kammerherrn (chambellan) Pierre de la Brosse (auch La Broce oder La Broue) stand und Maria aus diesem Grund am französischen Hof zunächst keinen leichten Stand hatte.
Nach dem kurz vor dem Mai 1276 erfolgten suspekten Tod des jungen Kronprinzen Ludwig beschuldigte La Brosse Maria im August 1276, sie habe ihren Stiefsohn vergiftet, um ihren eigenen Söhnen zum Thronfolgerecht zur verhelfen. Mit diesem Schritt suchte der Günstling, den Einfluss der sich ihm widersetzenden Königin und deren Brabanter Partei zu eliminieren. Auch Marias Kusine, Frau Perwez, und Marias Beichtvater wurden in die Anklage verwickelt. Der König wollte diese Bezichtigungen anfangs nicht glauben. Nach manchen Berichten soll er dann aber seine Gattin in den Turm des Schlosses Vincennes einsperren haben lassen. Daraufhin sei der Herzog von Brabant, Marias Bruder Johann, als Mönch verkleidet heimlich in das Gefängnis seiner Schwester gelangt, habe sie beruhigt und danach La Brosse vor dem König zum Zweikampf herausgefordert. Philipp III. habe Herzog Johann beschwichtigt, indem er seine Gemahlin wieder freigelassen und eine Untersuchung des Falles angeordnet habe.
Da damals verabreichtes Gift medizinisch noch kaum nachweisbar war, ließ der König gemäß diversen Darstellungen zwei angeblich mit der Gabe der Weissagung ausgestattete belgische Beginen, Alix la Lépreuse und Isabelle de Spalbeek, die der Beginengemeinschaft von Nivelles angehörten, über die Beschuldigungen gegen Maria von Brabant befragen. La Brosse erreichte, dass sein Vetter Pierre de Benais, Bischof von Bayeux, zur Konsultation der Beginen geschickt wurde. Benais begab sich in Begleitung des Bischofs von Lüttich zu den Beginen, konnte aber von diesen keine für die Königin nachteiligen Aussagen erhalten. Als sich Philipp III. dann direkt an den Lütticher Bischof wandte und dieser Isabelle de Spalbeek befragte, ohne dass Benais anwesend war, beendete die Begine ihre Erklärung mit der Feststellung, dass der König nicht jenen Personen, die über seine Gattin schlecht sprächen, glauben solle.
Jedenfalls wurde der Verdacht gegen Maria also zerstreut. Nach dem Abfangen belastender, angeblich von La Brosse stammender Briefe, die jedoch möglicherweise gefälscht waren, wurde der bisherige königliche Günstling im Januar 1278 in Vincennes verhaftet und in Janville eingekerkert. Möglicherweise zu Unrecht verurteilt wurde La Brosse schließlich am 30. Juni 1278 am Galgen von Montfaucon in Paris gehängt. Ob Persönlichkeiten aus dem Kreis um die Königin an der vermeintlichen Vergiftung des Thronfolgers beteiligt waren und die Verurteilung von La Brosse forcierten, ist nicht eindeutig geklärt.
Inzwischen war Pierre de Benais nach Rom zu Papst Nikolaus III. geflohen. Auf Drängen hochadliger früherer Opponenten von La Brosse wie den Herzögen von Brabant und Burgund verfasste die Königin einen Brief an den Heiligen Vater, in dem sie mit scharfen Worten die Bestrafung des flüchtigen Prälaten forderte. In seiner nach erst fast fünf Monaten erfolgten Antwort würdigte Nikolaus III. zwar Marias Unschuld und Tugend, ging aber nicht auf die gegen den Bischof von Bayeux erhobenen Vorwürfe ein. Auch ein Brief Philipps III. selbst sowie die Entsendung Arnoulds III. de Wezemaal, der im Auftrag des französischen Königs die Absetzung oder Bestrafung des Bischofs forderte, konnten den katholischen Pontifex Maximus nicht zu entschiedenem Vorgehen gegen Pierre de Benais bewegen. Über Letzteren sprach Philipp III. jedoch zumindest ein Verbannungsdekret aus.
Nach der Ausschaltung des ehemaligen königlichen Günstlings La Brosse war es Maria möglich, ihren Gatten, der bisher auch seiner Mutter Margarete von der Provence sehr viel Gehör geschenkt hatte, zunehmend auf ihre Seite zu bringen. Ihr Einfluss auf den König verstärkte sich weiter. Insbesondere unterstützte sie Margaretes alten Widersacher, Philipps Onkel Karl von Anjou. Die Königinmutter zog sich ins Kloster zurück.
Die Hofhaltung Marias richtete sich an den Wertvorstellungen höfisch-ritterlicher Kultur aus; europäische Adlige trafen zu prunkvollen Turnieren zusammen und bewunderten insbesondere den siegreichen und kühnen Karl von Anjou. Die Königin, die von ihrem Gatten als Wittum die Kastellaneien Pacy, Mantes, Anet, Nogent-le-Roi und Bréval zugewiesen bekam, förderte auch weiterhin Literaten. An ihrem Hof schrieb Adenet le Roi sein Gedicht Cléomadès, das er der Königin und ihrer Schwägerin Blanche von Frankreich widmete. Sie war ferner als kirchliche Schirmherrin aktiv, etwa durch die Kapellenstiftung für Notre-Dame de Mantes und Zuwendungen für Kartäuser. Im Gedenken an Isabelle de Spalbeek gründete sie 1283 in Nivelles ein Institut für die Beginen und stattete es mit beträchtlichen Einkünften aus.
Nachdem die Königreiche von Aragón und Kastilien Karl von Anjou seinen Anspruch auf Sizilien streitig gemacht hatten (vgl. Sizilianische Vesper), ermutigte Maria ihren Gemahl zu der unfruchtbaren Expedition gegen Aragón, in deren Verlauf der König auf dem Rückzug am 5. Oktober 1285 in Perpignan der Malaria erlag. Den Thron bestieg als Philipp IV. sein ältester überlebender Sohn aus seiner ersten Ehe mit Isabella von Aragón.

## Leben als Witwe und Tod
Im Alter von 31 Jahren verwitwet, verlor die über den Tod ihres Gatten tief bekümmerte Maria von Brabant viel politischen Einfluss. Philipp IV. erlaubte ihr aber, weiterhin mit ihrem Nachwuchs am königlichen Hof zu residieren. Sie widmete sich fortan der Erziehung ihrer Kinder und verstand es, ihren Töchtern die Einheirat in bedeutende europäische Dynastien zu sichern: Margarete heiratete in das Haus Plantagenet ein, Blanka in das Haus Habsburg.
Zusammen mit der französischen Königin Johanna I. von Navarra und deren Mutter Blanche d’Artois verhandelte Maria von Brabant 1294 mit Edmund Crouchback, dem jüngeren Bruder König Eduards I. und Gatten der Blanche d’Artois, den Frieden zwischen Frankreich und England.
Maria überlebte Philipp III. um 36 Jahre und erlebte die Thronbesteigungen von Ludwig X. (1314) und Philipp V. (1316). Nach 1316 zog sie sich in das Kloster Murel nahe Meulan zurück. In Noyon ließ sie das Hospital wiedererrichten und mit Geldmitteln ausstatten. Sie starb im Januar 1321 oder  Januar 1322 im Alter von 66 oder 67 Jahren im Kloster Murel. Die Ehre einer Bestattung in der Grablege des französischen Königshauses in der Basilika Saint-Denis wurde ihr nicht zuteil. Sie wurde in Paris im Couvent des Cordeliers, dem Kloster der Minderen Brüder des Heiligen Franziskus von Assisi, in der Klosterkirche beigesetzt. Ihr Grab wurde durch den Brand der Kirche im Jahr 1580 zerstört.